# Polyptychoides dentatus
Polyptychoides dentatus är en fjärilsart som beskrevs av Herman Dewitz 1879. Polyptychoides dentatus ingår i släktet Polyptychoides och familjen svärmare. Inga underarter finns listade i Catalogue of Life.